# Meester Eckhart
Eckhart von Hochheim (in de buurt van Gotha, in Hochheim, Tambach of Wangenheim, ca. 1260 – Avignon of Keulen, voor 30 april 1328), bekend als Meester Eckhart, was een belangrijk laat-middeleeuws theoloog en filosoof. Hij behoorde tot de orde der Dominicanen. Hij wordt vaak aangeduid als mysticus, maar in het wetenschappelijke onderzoek is het omstreden of het uiteenlopend gedefinieerde begrip 'mystiek' voor elementen van zijn leer juist of eerder verwarrend is. In ieder geval was hij een bekend scholastisch theoloog en filosoof.
Er is geen portret van Eckhart overgeleverd. Van geen van zijn werken is een manuscript bewaard gebleven, maar uit zijn opgetekende preken valt af te lezen dat hij ze minstens deels geautoriseerd heeft.
Eckharts gedachtegoed heeft een grote, deels indirecte, invloed uitgeoefend op de laat-middeleeuwse spiritualiteit in de Duitse en Nederlandse streken. Toch werd er zelden uitdrukkelijk naar hem verwezen, omdat een deel van zijn leer al kort na zijn dood door de kerk werd veroordeeld.

## Leven
Eckhart wordt geboren rond 1260. Waarschijnlijk was hij een zoon van Ridder Eckhardus, dictus de Hocheim, die in dienst was van de Thüringse ministeriaal von Wangenheim. Bij de schrijfwijze van zijn naam tonen de handschriften verschillende varianten zoals Aycardus, Ekhartus of Hechard; de huidige schrijfwijze begint pas vanaf 1936, na de heruitgave van de kritische editie, gemeengoed te worden. Het dictaat van een preek uit 1302/1303 is het enige document dat zijn volledige naam draagt: magistri Echardi de Hochheim.

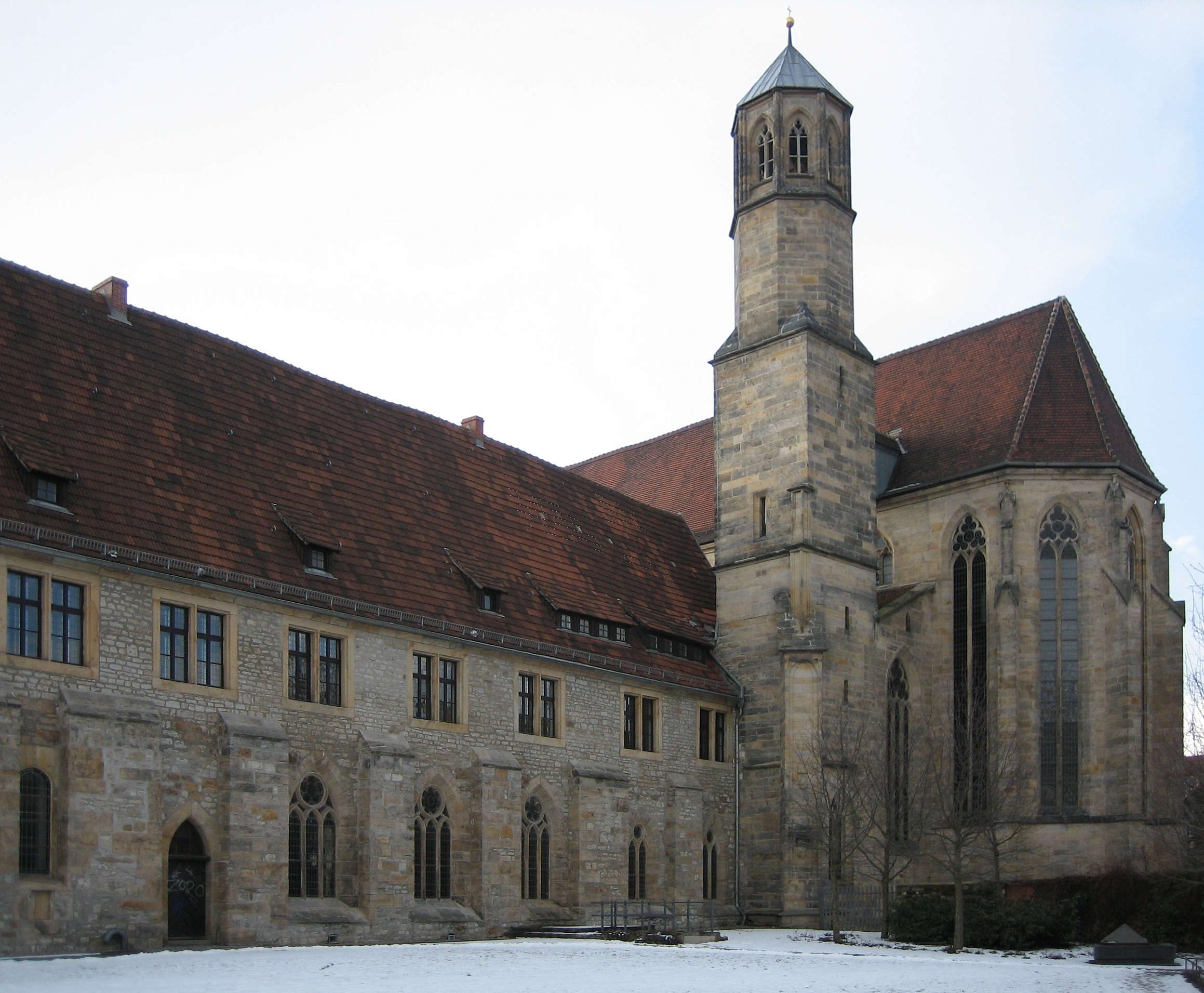
Klooster en kerk te Erfurt

Vermoedelijk rond 1275 treedt hij in Erfurt in bij de orde der Dominicanen of Predikheren. In het dominicanerklooster aldaar kreeg hij waarschijnlijk zijn basisopleiding. Daarna doorloopt hij een studie in de artes (de Zeven vrije kunsten), naturalia (natuurfilosofie) en theologie aan een van de hogescholen (Studium generale) van zijn orde – de plaats is onbekend – en ontvangt vervolgens de priesterwijding. Waarschijnlijk bracht hij een of twee jaar door in Keulen, waar hij mogelijk kennis maakte met Albertus Magnus. Men heeft vermoed dat hij of rond 1277 of pas rond 1290 de artes studeerde aan de Universiteit van Parijs, maar daarvoor bestaat geen concreet aanknopingspunt.
De eerste vaststaande datum uit Eckharts leven is paaszondag, 18 april 1294. Op die dag preekte hij als lector van de Sententiae van Petrus Lombardus in de kerk van het dominicanerconvent St. Jacques in Parijs. Zijn “oratie” als lector houdt hij al in het najaar van 1293. Voor dat ambt gold een minimumleeftijd van 33 jaar.
In 1294 wordt hij prior van het dominicanerklooster in Erfurt en vicaris van het ordegebied Thuringia, dat zeven mannenconventen omvat – een achtste, in Göttingen, wordt in 1296 gesticht. Er valt geen dominicanessenklooster onder, maar wel de zielzorg over een paar andere vrouwenkloosters. De Predigerkirche (Predikerskerk) is waarschijnlijk het enige bewaard gebleven gebouw, waarin hij preekte. In de daaropvolgende jaren ontstaan de Erfurter Reden (Reden der Unterweisung of Reden der Unterscheidung) en vermoedelijk vanaf 1290 de prekencyclus Von der ewigen Geburt.
In 1302 promoveert hij in Parijs, aan de toenmalige beroemdste universiteit van Europa, tot magister in de theologie. Daarna bezet hij gedurende een jaar de voor niet-Fransen gereserveerde leerstoel van de Dominicanen. Tot zijn taak behoort, naast het geven van colleges en leiden van disputen, ook het preken. Uit die periode zijn twee van zijn vier Quaestiones overgeleverd en een Quaestio van de latere generale overste van de franciscanen, Gonsalvus Hispanus, waarin hij verwijst naar een aantal van Eckharts stellingen.
Op Pinksteren van het jaar 1303 was op het Generaal Kapittel besloten om de ordeprovincie Teutonia op te delen en op 8 september van dat jaar wordt Eckhart op het, voor het eerst plaatsvindende, Provinciaal Kapittel in Erfurt gekozen tot eerste provinciaal van ordeprovincie Saxonia, die daaruit was voortgekomen. Tot dat moment bestaat die van Saxonia uit 47 mannenkloosters, waarbij er tot het einde van zijn ambt nog drie bij komen, en negen vrouwenkloosters. Op het Generaal Kapittel in Toulouse, op Pinksteren 1304, wordt zijn verkiezing bevestigd. Waarschijnlijk naar aanleiding daarvan houdt hij vermoedelijk, zowel tijdens het Provinciaal als Generaal Kapittel, een preek en lezing over Jezus Sirach, hoofdstuk 24. Rond die tijd, of misschien al tijdens zijn eerste werkzaamheden als lector in Parijs, maakt Eckhart de opzet voor zijn Opus tripartitum (“driedelige werk”). Tijdens zijn ambtstermijn als provinciaal ontstaan de inleidingen, een eerste redactie van zijn eerste commentaar op Genesis, het begin van het commentaar op Exodus, een vrijwel geheel uitgewerkt commentaar op Sapientia (Boek der Wijsheid) en de bewerking van Jezus Sirach. Een aantal door een redacteur ingekorte teksten uit de prekenverzameling Paradisus anime intelligentis, die 32 van zijn preken bevat, wordt rond die tijd ingedeeld.
Rond Pinksteren 1307 wordt Eckhart op het Generaal Kapittel in Straatsburg benoemd tot vicaris-generaal (vertegenwoordiger van de overste-generaal) voor de provincie Bohemen.
Op 23 januari 1310 geeft paus Clemens V toestemming aan de dominicanen, van de door Eckhart bestuurde ordeprovincie Saxonia, voor het stichten van conventen in Brunswijk, Dortmund en Groningen. In het najaar vindt op het Provinciaal Kapittel van Teutonia een uniek voorval plaats: Eckhart wordt ook gekozen tot provinciaal van Teutonia, maar de Generale Overste weigert zijn verkiezing te bevestigen. Het Generaal Kapittel in Napels ontheft Eckhart op 30 mei 1311 ook uit zijn ambt als provinciaal en stuurt hem voor een tweede docentschap weer naar de universiteit van Parijs. Daar bezet hij opnieuw de leerstoel voor de niet-Fransen; het voor een tweede keer bekleden van een leerstoel is een uitzondering, die vóór hem slechts Thomas van Aquino ten deel was gevallen. Uit die periode zijn nog twee Quaestiones bekend, die echter alleen als sterk ingekorte notities beschikbaar zijn en de stellingen van Eckhart slechts in trefwoorden weergeven. Samen met de drie Quaestiones uit 1302/1303 worden ze aangeduid als de Parijse Quaestiones. Vermoedelijk bewerkt hij dan zijn eerste uitleg van Genesis en breidt hij het commentaar uit op Exodus. Bovendien begint hij mogelijk te werken aan zijn tweede commentaar op Genesis en een uitleg van het Johannesevangelie, zijn omvangrijkste werk, dat hij nog voor zijn dood wil voltooien.
Eckharts verblijf in Straatsburg, vaak aangeduid als zijn “Straatsburger decennium,” wordt sinds 2006 weer betwijfeld, omdat het slechts door drie documenten ondersteund wordt. Op 14 april 1314 treedt hij, in zijn hoedanigheid van professor, op als getuige bij een schenking aan de Dominicanen. Op 15 november 1316 neemt hij als vicaris van de Generale Overste een schenking in ontvangst voor het dominicanessenklooster St. Markus in Straatsburg. Op 10 december 1322 bekrachtigt de generale overste disciplinaire maatregelen, die Eckhart als vicaris heeft uitgevaardigd met betrekking tot het vrouwenklooster Unterlinden bij Colmar. Alleen dit document kan in verband gebracht worden met de cura monialium, de zielzorg aan de dominicanessen van de kant van de broeders. Dit document en de aangetoonde aanwezigheid van Eckhart in de vrouwenkloosters Katharinental en Ötenbach in Zuidwest-Duitsland, steunen de vaak verdedigde opvatting dat hij in die jaren zielzorger in vrouwenkloosters was. In feite is echter niet bekend waar Eckhart zich tussen 1313 en 1323 heeft opgehouden. Destijds werkte hij wel aan de bovengenoemde Latijnse commentaren en zeer waarschijnlijk aan het Buch der göttlichen Tröstung (niet de oorspronkelijke titel) evenals aan de preek Vom edlen Menschen. Aan het eind van het Boek der Goddelijke Vertroosting, gaat hij in op aanvallen tegen hem; bovendien verwijst dat deel van het boek in ieder geval naar zijn tijd in Keulen.
Rond 1324 bevindt Eckhart zich in Keulen. Volgens de gebruikelijke opvatting is hij daar hoofd van het Studium generale en bekleedt dus ook de leerstoel van Albertus Magnus. Dat wordt echter in het meer recente onderzoek in twijfel getrokken. In Keulen wordt hij in 1325 door ordebroeders (vermoedelijk Hermann de Summo en Wilhelm von Nidecke, die het jaar daarop ook officieel als aanklager optreden) wegens zogenaamde ketterse geloofsuitspraken aangegeven bij de Keulse aartsbisschop Hendrik II van Virneburg. Tussen augustus 1325 en september 1326 wordt de aanklacht ingediend en zet de aartsbisschop een inquisitieproces in gang tegen Eckhart. In het verloop van het najaar van 1326 vinden verschillende onderzoekszittingen plaats, waarbij de aangeklaagde twee lijsten worden voorgelegd met door hem gedane bezwarende uitspraken. De eerste bevat 49 (48) passages uit zijn Latijnse werken, het Troostboek en de Duitse preken (vertaald in het Latijn), de tweede lijst 59 uitspraken uit zijn Duitse preken. Op 26 september 1326 overreikt Eckhart de Inquisitiecommisarissen Reinher Friso en Petrus de Estate zijn schriftelijke antwoord (Responsio ad articulos sibi impositos de scriptis et dictis suis, bekend als de Processus Coloniensis I. en II.). Op 24 januari 1327 vecht hij de bevoegdheid van de rechtbank aan en tekent beroep aan bij de apostolische stoel (Appellation). Op 13 februari 1327 laat hij zijn secretaris, Konrad von Halberstadt, een schriftelijke herroeping van zijn eventuele geloofsdwalingen voorlezen. De verklaring vertaalt hij persoonlijk in het Duits (Protestatio).
Daarna vertrekt Eckhart naar Avignon, naar het pauselijke hof. Daar komt het waarschijnlijk in de tweede helft van het jaar 1327, in zijn aanwezigheid, tot een hoorzitting voor een pauselijke commissie van theologen, die een rapport opstelt, waarin 28 van zijn verdachte uitspraken als ketters worden geduid. Eckhart sterft vóór de afloop van de zaak, waarschijnlijk in Avignon.
Op 30 april 1328 deelt paus Johannes XXII de aartsbisschop van Keulen mee, dat Eckhart gestorven is en het proces tegen hem voortgezet zal worden. Op 27 maart 1329 maakt de paus de bul In agro dominico bekend. Zeventien van de 28 verdachte stellingen worden als ketters veroordeeld, de resterende elf bekritiseerd. Eckhart wordt verweten dat hij meer heeft willen weten, dan nodig was, verleid was door de duivel en het eenvoudige volk op een dwaalspoor heeft gebracht. Tegelijkertijd werd echter meegedeeld dat hij zich vóór zijn dood onvoorwaardelijk onderworpen had aan het oordeel van de paus. Daarom werd hij niet als hardnekkige ketter verdoemd. Volgens de precieze tekst van de bul herriep Eckhart echter niet de inhoud van zijn leer, maar nam alleen maar afstand van de mogelijke verkeerde uitleg van zijn stellingen.
Later (nog in de 17e eeuw) werd op 28 januari in de Duitse ordeprovincie zijn sterfdag plechtig herdacht.

## Werk

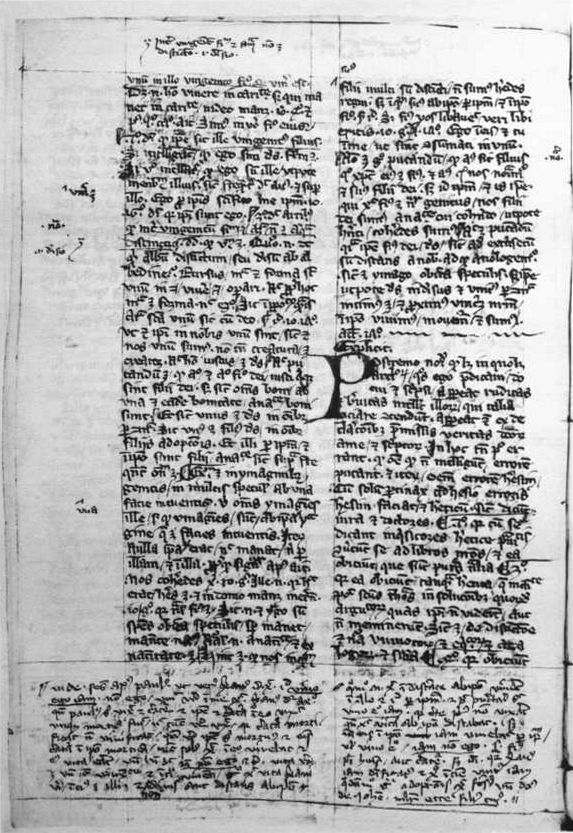
Manuscript Soest

De overgeleverde Duitse en Latijnse teksten verschillen duidelijk van elkaar. Het aantal Duitse handschriften, waarvan er honderden bewaard zijn gebleven, is veel groter. De teksten lopen uiteen van complete werken over allerlei bewerkingen en citaten in aparte geschriften, tot minieme fragmenten. Het uitzoeken, schiften en redigeren is nog steeds niet afgesloten; tot nu toe is van 110 preken een kritische uitgave verzorgd, en van 17 andere wordt nog een publicatie voorbereid. Tot de bekendste preken van Eckhart behoren Nr. 2, Intravit Iesus in quoddam castellum en Nr. 52, Beati pauperes spiritu.
Naast de preken zijn de verhandelingen Reden der Unterweisung, Buch der göttlichen Tröstung en Von Abgeschiedenheit in een vrij groot aantal manuscripten bewaard gebleven. De echtheid van het laatste geschrift en preek 86 wordt betwijfeld, daarnaast ook Eckharts vermoedelijke schrijverschap van het commentaar bij Granum sinapis, dat voorafgaat aan het dichtwerk. Er is ook een gebed bewaard gebleven.
Sinds het einde van de 19e eeuw zijn van de, voordien spoorloos verdwenen, werken in het Latijn 15 handschriften teruggevonden (het laatste in 1985). De belangrijkste plaats van de verdwenen werken wordt ingenomen door het Opus tripartitum, dat uit drie (beter gezegd, vier) boeken zou bestaan. Het eerste boek zou het Opus propositionum (Boek der Stellingen) heten, verdeeld over 14 verhandelingen; het tweede boek het Boek der Vragen of Problemen  (Opus quaestionum), vormgegeven op de manier van de Summa van Thomas van Aquino, alleen niet zo uitvoerig. Het derde boek zou uit twee delen bestaan, het Opus expositionum, waarin alle boeken van beide Testamenten becommentarieerd waren, en het Opus sermonum, een keuze uit zijn preken. Alle drie de delen zouden naar elkaar verwijzen. Van deze enorme, slechts gedeeltelijk verwezenlijkte, opzet zijn maar een paar inleidingen (Prologi) en commentaren op een aantal Bijbelboeken bewaard gebleven. De volgende Latijnse teksten zijn wel bewaard gebleven:
- Inleidingen bij het Opus tripartitum (in vier verschillende uitvoeringen; de inleiding bij het Opus quaestionum ontbreekt)
- Eerste commentaar op Genesis
- Commentaar op Exodus (in meerdere bewerkingsstadia)
- Commentaar op Sapientia (eveneens meerdere malen bewerkt)
- Tweede commentaar op Genesis
- Uitleg van het Evangelie van Johannes.
- De Sermones et lectiones super Ecclesiastici caput 24
- Fragment van een commentaar op het Hooglied
- De Parijse Quaestiones
- Het Principium “Collatio in libros sententiarum”
- De Sermones, die slechts in een enkel manuscript bewaard zijn gebleven. De Latijnse preken heeft Eckhart vermoedelijk zelf verzameld. De stadia van uitwerking lopen uiteen van trefwoorden tot volledig uitgewerkte preken. Uit die verzameling moest waarschijnlijk het Opus sermonum voortkomen.
- Preek ter ere van Augustinus uit 1302/03
- Paaspreek van 18 april 1294
- Bespreking van het Onze Vader (vermoedelijk uit zijn eerste jaren)

## Leer

### Godsbeeld

#### Wezen van God en schepping
Enige uitleggers benadrukken het denken in procesmatige structuren als de wezenlijke factor in de theologische leer van Meester Eckhart. Daarmee zou Eckhart in scherp contrast komen te staan met de substantie-ontologie van Thomas van Aquino. Terwijl bij Thomas ‘Gods zijn’ de basis voor zijn denken is, is die verhouding in Eckharts Quaestiones omgekeerd: Deus est intelligere, God wordt gelijkgesteld met het denken. In zoverre kan bij Eckhart gesproken worden van een filosofie van de geest. In de preken voor het Generaal Kapittel en in de lectiones over Jezus Sirach brengt Meester Eckhart een nauwkeuriger onderscheid aan tussen die twee uitspraken. Het ‘zijn’ onderscheidt zich niet meer van het ‘denken’ van God, maar is daar een integrerend bestanddeel van: Esse est Deus.
Na een harmoniserende interpretatie geeft Eckhart het, door Thomas van Aquino aanvaarde, identiek zijn van zijn en kennen in God niet op, als er “maar aan toegevoegd wordt dat wat men in God ‘zijn’ noemt, hem door het kennen toekomt.” In de ogenschijnlijk tegenstrijdige uitspraken Deus est intelligere en Esse est Deus gaat het in ieder geval om het op dezelfde manier tot uitdrukking brengen van de absolute transcendentie van God: de ene keer als zuiver intellect, de andere keer als volheid van volmaaktheid.
De achtergrond voor deze overwegingen was een fundamenteel probleem van de scholastieke theologie: hoe kan God, die als een persoonlijke overbuur wordt aangesproken, samenvallen met de scheppende God, van wie het ‘zijn’ binnen het kader van de aristoteliaanse causaliteitsleer opgevat wordt? Valt deze God, zoals het lijkt bij Thomas, die niet alleen voor de dominicanerorde de autoriteit in de leer was, adequaat met het substantiebegrip te vatten? Wordt hij niet pas in betrekking tot zichzelf wat hij moet zijn?
In de Quaestiones van Eckhart wordt het ‘zijn’ van God opgevat als het voltrekken van het denken (Deus est intelligere). God brengt de verschijnselen in en van de wereld teweeg, doordat hij van zichzelf uitgaat en al het andere naar zich terugvoert. Als het alomvattende denken, is God het ‘zijn’ van het ‘zijn’ van alle schepsels, een oergrond, die van al het bepaalbare vrijgehouden moet worden. De voortgang van de schepping is bij Eckhart een oneindige zelfdifferentiëring. Alle dingen zijn innerlijk aanwezig in God. De schepping wordt echter niet opgevat als emanatie en God is niet louter een Demiurg. De schepping is een innerlijke activiteit (actio immanens) van God, die “in zichzelf uit het niets schept.”
Net als Thomas van Aquino ziet Eckhart geen filosofische redenen die in tegenspraak zijn met de aanname van een tijdelijke beginloosheid van de schepping. Scheppen is een beslissende zijnsafhankelijkheid. Van de kant van God is de schepping eeuwig, tijdloos, in het eeuwige nu, altijd, het scheppen vindt voortdurend plaats (creatio continua); zonder het scheppen verzinken de schepsels in het niets. Alleen als ‘resultaat van de scheppingsdaad,’ gezien vanuit het tijdelijke, lineaire gezichtspunt van de wereld, is de schepping tijdelijk. God kent geen tijd, want voor hem is alles gelijktijdig.
Omdat God in het heden schept, kan hij noch ooit met het scheppen opgehouden zijn, noch niet geschapen hebben. Daar bestaat geen worden, maar een nu, een worden zonder worden, een nieuw-zijn zonder vernieuwing en dat worden is Gods zijn, zegt Eckhart in preek 50. Een dragend element in Eckharts Godsbeeld is de “dynamiek van de eeuwig uit zichzelf en naar zichzelf toe stromende God.” (Norbert Winkler).
Eckharts denken neemt veel invloeden over van het laat-antieke neoplatonisme. Volgens sommige deskundigen verandert Eckhart daarbij de persoonlijke, drie-enige God door het neoplatoonse Ene. In preek 2 (volgens de telling van Josef Quint) zegt Eckhart bijvoorbeeld: Dat is eenvoudig in te zien, want dit enkelvoudige is zonder wijze en zonder eigenheid. En daarom: Wil God ooit daarbinnen kijken, dan moet het hem al zijn goddelijke namen kosten en zijn eigenheid der personen; dat moet hij allemaal buiten laten, wil hij daar ooit in kijken.
Het begrip Godheid speelt in Eckharts preken een belangrijke rol. Voor hem is de Godheid de Afgrond van het Niets en daarom iets anders dan een God, die schools in categorieën van Wezen en Zijn gedacht en op die manier als een analogie van Natuur en Ziel beschouwd wordt.

#### Negatieve Theologie
Het Ene kan zich niet in zichzelf kennen, want daarin ligt volgens uitspraak van Eckhart in preek 23 (Quint) het verborgen duister van de eeuwige Godheid, dat onbekend is en nooit bekend zal worden. De zelfkennis van het Ene kan alleen plaatsvinden in het aardse, omdat kennen een structuur van de wereld is. Op dat gegeven berust de Zoon of Logos. Het gaat er dus om wat het bijzondere van deze eerste en oorspronkelijke kennis is en hoe dat daarin gekende “verborgen duister” benoemd moet worden.
Meester Eckharts leerling Hendrik Seuse (Henricus Suso) definieert in zijn “Boek der Waarheid” de “kern van de Heilige Schrift.” Die is volgens Seuse te vinden in een werk van de neoplatonist Dionysius, en luidt (tevens als gelijktijdige definitie van de negatieve theologie), dat het verborgen duister zoals het Ene, voor heel het ingeschapen denken, eindeloos, onmetelijk en onbegrijpelijk is. Dat geldt dan dus ook voor de kennis van de Zoon. Bijgevolg versterkt zich de ware kennis van God, juist niet als een beslist en zeker weten in de tijd en stroomt dus niet als zodanig, als een bepaald zijn (van een religie) uit in de wereld.
In de volmaakte kennis van God in het Zoon-zijn wordt volgens een consequente negatieve theologie ook de hoogste en oorspronkelijkste kennis in de ontledigde, heilige geest weer tenietgedaan. De hoogste kennis is niet meer dan de beste benadering en uiteindelijk steeds niet helemaal juist en waar. Alleen daardoor kan het eenworden zich steeds weer opnieuw voltrekken – waardoor het weer gekend wordt, enz. In dat door Eckhart in preek 57 (Quint) genoemde “niet-kennende kennen,” waarbij hij steeds weer ons hele heil in het niet-kennen, niet-weten stelt (preek 58, Quint), wordt de kennis van God een gebeuren van het moment, een “vonkje,” waarin kenner en gekende in een heilige, geheelde geest steeds weer tot één geheel versmelten. De Drie-eenheid als onafgebroken geboren worden van God is hier een dynamisch en procesmatig gebeuren van kennen, of geboren worden en vergaan, aan de grenzen van de wereld. Het grote wereldse proces van worden en vergaan wordt hier in duur geminimaliseerd. Daarin wordt zo goed mogelijk en wezenlijk onderkend, dat kennen een scheppen van het zijn is en dat het in ruimte en tijd afgescheiden zijn, slechts in het kennen of in de ziel bestaat en niet onafhankelijk daarvan als een opzichzelfstaand zijnde zijn.
In het kennen, dat zich niet voordoet als een vonk, maar als een kennen in de tijd en aanwezig is in het – in de tijd bestaande – geschapene, kan deze uiteindelijke waarheid over de wereld niet gekend worden. In het wereldse kennen en zijn lijkt het alsof wereld en schepsels werkelijk, op zichzelf en onafhankelijk van het kennen bestaan en daarin zelfs de dood overwinnen. Ook het niet in het hier en nu bestaande (Jenseitige), bestaat hier en nu in een werelds zijn, in een vaste voorstelling (zoiets als een persoonlijk en ingeschapen Drie-eenheid), in begrip en naam, maar niet in zijn eigenlijke wezen, dat in de negatieve theologie en het neoplatonisme “eindeloos, onmetelijk en onbegrijpelijk is voor het hele bedachte denken.” De kennis van het “Jenseitige”, die zonder teniet te gaan blijft steken in beelden, begrippen, ‘zijn’ en algemeen wereldse structuren, is daarbij geen echte zelfkennis van het “Jenseitige” en ook geen echte kennis van het wereldse zelf.
In de negatieve theologie van Eckhart is God boven elke kennis verheven (preek 42, Quint). Eckhart ontzegt daar het Ene niet alleen alle wereldse eigenschappen, zoals “goed” of “wijs,” maar beweert zelfs dat er ook niet gesproken kan worden over het “zijn” van God: Zeg ik vervolgens; God is “een zijn,” dan is dat niet waar; hij is veeleer een zijn en niet-zijn, dat uitstijgt boven het zijn.

### Verhouding van God tot mens en wereld

#### Vooronderstellingen
In zijn „Boek der goddelijke vertroosting“ schrijft Eckhart: God heeft de wereld zo geschapen, dat hij haar onophoudelijk schept. Alles wat verleden en toekomstig is, is God vreemd en verre van hem. En daarom: wie uit God als Gods Zoon geboren is, heeft God ter wille van hem zelf lief en handelt, ter wille van het handelen.
Zoals Gods schepping een dynamische zelfontplooiing is, is ook de mens daarop gericht en wordt hem gevraagd een “homo divinus,” een goddelijk mens te zijn. Als zodanig doet hij afstand van zich te laten bepalen door zich op het wereldse en rationele te richten. Hij wendt zich weer, in zijn met God wezenlijk een-zijnde intellect, terug naar God. In al zijn handelingen is God dan aanwezig.
In de neoplatoonse interpretatie van de negatieve theologie van Eckhart is de goddelijke mens, de mens die gewaarwordt dat de hele wereld en ook het schepsel mens daarin niet werkelijk en op zich bestaan. De verschijnselen der wereld worden in hun van elkaar gescheiden zijn, onophoudelijk van moment tot moment geschapen, ongeveer zoals kleuren niet als zodanig bestaan in de wereld, maar geschapen of geconstrueerd worden in ieders kennende zijn. De schepping van de wereld wordt hierbij, zoals ook al bij de meeste antieke platonici, niet opgevat als eenmalige daad, maar als een tijdloos opwellen uit elke afzonderlijke ziel.
In de oergrond van elke afzonderlijke ziel bevindt zich het goddelijke Ene. De ziel is hier dus geen individuele, onstoffelijke substantie, die naast of in het ‘zijn’ van de natuur of wereld bestaat. In deze oergrond zijn veeleer alle afzonderlijke zielen en in feite alle wereldse ‘zijn,’ niet alleen met elkaar verbonden, maar niet van elkaar te onderscheiden een. Zo zegt Eckhart in preek 24 (Quint): Hier [in het ‘enige Ene’] zijn alle grassprietjes, hout en steen en alle dingen één.
In de neoplatoonse interpretatie is de verhouding God-mens dus geen tegenover elkaar staan van God en mens. Het schepsel mens moet hier tenietgaan in een ontledigde geest, om zo de eenheid in de grond van de ziel te voltrekken, geheel volgens de uitspraak van Eckhart in preek 42 (Quint): Je moet van hem houden zoals hij is: niet-God, niet-geest, niet-persoon, niet-beeld; sterker nog: zoals hij een louter, zuiver, helder één is, los van alle tweeheid. En in dit één zullen wij voor eeuwig verzinken, van iets tot niets. Daartoe helpe ons God. Amen.

#### Menswording van God als verlossing
De verlossingsleer van Eckhart stelt de menswording van God (incarnatie) in het middelpunt. De menswording van het Woord is een daad van de Drie-eenheid. Volgens het kerkelijke dogma van de hypostatische een-wording, verenigt Christus de goddelijke en menselijke natuur in één persoon. De goddelijke persoon verleent het bestaan aan de menselijke natuur. De menselijke natuur van Christus is niet anders dan die van ieder mens: “Wij hebben allemaal de menselijke natuur gemeen met Christus en wel op dezelfde manier (univoce).” De afzonderlijke mens kan, als deelhebber aan de algemene menselijke natuur, op grond van de hypostatische eenwording net als Christus één zijn met God. “De mens kan God worden, omdat God mens geworden is en daardoor de menselijke natuur vergoddelijkt heeft.”
Om vergoddelijkt te worden mag de mens niet meer zichzelf tot belangrijkste liefdesobject maken, maar moet dat van zijn menselijke natuur doen, die hij met al zijn medemensen deelt. Daardoor worden eigenliefde en naastenliefde een.
Voor Eckhart staat de overweging op de voorgrond, dat God door het aannemen van de menselijke natuur, de mensheid in haar geheel verlost heeft. Andere verlossingsopvattingen, die de verdienste van het lijden van Christus ten behoeve van de verlossing zien in offer (sacrificium), vrijkopen (redemptio) en genoegdoening (satisfactio), komen bij Eckhart nauwelijks voor.
In zijn zondenleer geeft Eckhart het genoegdoeningsdenken van de scholastieke theologie (satisfactio) volledig op. Het idee van het plaatsvervangende lijden van Christus en de martelaren, dat bij Anselmus van Canterbury, de grondlegger van de genoegdoeningsleer, en bij Thomas van Aquino een centrale rol speelt, komt in Eckharts geschriften helemaal niet voor. Zonde is bij Eckhart een opzettelijk afkeren van God. Ze is opgeheven, als de mens zich “berustend” weer tot God gewend heeft, zijn eigen wil opgegeven heeft, om met God een van wil en één te zijn. Een verdere verbetering van het menselijke gedrag, bijvoorbeeld door straf, eist God echter niet. Eckhart kent geen objectief begrip schuld. Voor hem is beslissend hoe de mens zelf met zijn schuld omgaat.

#### Godwording van de mens en menswording van God
Een belangrijk thema van de Duitse preken van Eckhart is de leer van de godgeboorte in de ziel. Volgt men daarbij de interpretatie van Burkhard Mojsisch, dan kan de verhouding tussen God en ziel “univoque” genoemd worden: er is niet alleen sprake van gelijkenis, maar ook van identiek zijn, namelijk in zoverre het ‘zijn’ van de ziel erbij betrokken wordt.
Eckhart illustreert de univoque verhouding in preek 82 met het beeld van vuur, dat het hout steeds meer aan zichzelf gelijkmaakt, totdat het vuur in het hout geboren wordt en het zijn eigen aard en eigen zijn doorgeeft.
De godsgeboorte wordt niet opgevat in de zin van een mystieke vervoering, maar daarmee wordt bedoeld, dat het verstand zich bewust wordt van zijn natuur, als het de goddelijke basis in zich vrijmaakt. Volgens de aristoteliaanse leer van de ziel, zoals onder andere Thomas van Aquino die overneemt, is de geest verbonden met lichaam en zinnelijkheid. De mens kan daarom slechts een onvolmaakt evenbeeld van God zijn; er bestaat geen volmaakte eenheid tussen God en het menselijke verstand. In de scholastieke traditie van Anselmus van Canterbury maakt Thomas daaruit op, dat slechts een buitengeestelijke kracht, de genadegift Gods, in staat is om de onvolmaaktheid van de mens op te heffen. Bij Eckhart luidt het heel anders: anders dan tussen oerbeeld en evenbeeld, tekent God zich in het verstand volledig af, omdat God in een doorlopende scheppingsdaad zonder onderbreken zijn Zoon in de mens geboren doet worden. De kernvraag van Anselmus van Canterbury: Cur Deus homo? (Waarom is God mens geworden?) beantwoordt Eckhart als volgt: Zodat ik als dezelfde God geboren kan worden.

#### Zelfontlediging en opgaan in God
De voorwaarde voor Gods geboren worden in de mensenziel is dat de mens als het ware ruimte voor God maakt. Een grondgedachte van Eckhart is daarom zelfontlediging en het opgaan in God. Volgens Eckhart is “God alles en de mens niets.” Naarmate de mens dat verwerkelijkt, wordt hij ontvankelijker voor God. De vergoddelijking van de mens door God, is van de kant van de mens gebonden aan de voorwaarde van het opgeven van zichzelf. De zelfontlediging van de mens is het spiegelbeeld van de zelfontlediging van God in de vleeswording.
“Je moet geheel loskomen van je eigenheid en versmelten in zijn eigenheid en het jouwe moet in zijn mijn één mijn worden, zo volledig dat je eeuwig overeenstemt met zijn ongeworden zijn en zijn ongenoemde niet-zijn.” (preek 18) Zelfontlediging gaat gepaard met het “loslaten van je zelf,” gelatenheid, berusting. Daaronder verstaat Eckhart het loslaten of zich ontdoen van de denk- en doestructuren, die gekenmerkt zijn door wereldse en concrete verhoudingen. Pas de gelaten mens is zoon van God: Die mens, zegt Eckhart, moet zichzelf en de hele wereld opgegeven hebben.
Naast het “opgeven van zichzelf” eist Eckhart ook het “opgeven van God ter wille van God.” Het gaat om het opheffen van het “hebben” van God, hem als object en schepper hebben. Enkel in het kennen kan de mens doorbreken tot het fundament van zijn zelf, het goddelijke fundament en gelijkmoedigheid bereiken. Daartoe moet hij niet passief en van de wereld afgewend blijven, maar uiterst actief zijn en net als God, die pure activiteit is, vanuit zijn innerlijk werkzaam worden. Dienovereenkomstig formuleert Eckhart dat in preek 5a: Wat is mijn leven? Wat van binnenuit bewogen wordt. Echt gelijkmoedig is de mens, die zijn eigen wil opgegeven heeft en door zich heen Gods wil laat werken. Ook innerlijk mag hij niet willen. Het doel van het menselijke bestaan is bij Eckhart gelijk worden aan Gods wezen, het leven vanuit en naar God, puur begrijpen als doel op zich. De wezenlijke aspecten van zelfontlediging zijn:
- Het loslaten van alle gedachten, beelden en kennis – Indien je God op een goddelijke manier wilt kennen, dan moet je kennis een puur niet-kennen en een vergeten van je zelf en alle schepsels worden en niets, dat door de zintuigen ingebracht wordt, kan dat bewerkstelligen.
- Volkomen doelloosheid en opgeven van de wil – Want ik zeg je met de eeuwige waarheid: zolang je de wil hebt Gods wil te vervullen en verlangt naar de eeuwigheid en God, ben je niet echt arm. Want alleen de mens die niets wil en niets begeert, is arm.
- Intellect en verstand zijn geen instrument om tot het ervaren van God te komen – Wil God gezien worden, dan moet dat in een licht geschieden, dat God zelf is. Boven het verstand, dat zoekt, is nog een ander verstand, dat niet meer zoekt […].
- Het opgeven van het dualistische denken – Het oog waarin ik God zie, is hetzelfde oog waarin God mij ziet; mijn en Gods oog, is één oog en één weten…
- Het verwijderen van de tijd uit het dagelijkse leven – Op dezelfde wijze als mijn niet-geboren zijn, kan ik ook niet sterven. […]. Wat ik volgens mijn geboren-zijn ben, […] is sterfelijk; daarom moet het samen met de tijd te gronde gaan.
- Het verdiepen van de aandacht – … dat is voor wijze mensen een zaak van weten en voor grofbesnaarden een zaak van geloven.

Het gevolg van het loslaten van kennis, wil, tijd, ik, enz., is een grote gelijkmoedigheid. Voor wie God in zijn ‘zijn’ heeft […] smaken alle dingen naar God. Meester Eckhart benadrukt daarbij, dat deze “geestestoestand” doorgaans door jarenlange oefening bereikt wordt. Hij vergelijkt dat met het afleren van lezen en schrijven.
De leer van het uitsluitend goed zijn van de goede wil, keert de blik van de uiterlijke werken der deugd naar de daarmee gepaard gaande innerlijke toestand. Volmaaktheid betekent dat de mens zich in een onwankelbare liefde geheel en volkomen op zijn geliefde God richt. Het primaat van de goede wil relativeert tegelijkertijd de ervaring als criterium voor het zichzelf mededelen van God. De spiritualisering van de klassieke monastieke vormen van zichzelf afkeren van de wereld (de wijde wereld intrekken, hermitages en kloosters) maakte, doordat ze berustte op de innerlijke daad van zelfverloochening en prijsgeven van de eigen wil, de individualisering mogelijk van de monastieke deugdenleer tot een “leer voor elke christen” en droeg bij aan de ontwikkeling van de Moderne Devotie.

### Ethische consequenties
De eis van gelatenheid heeft, zoals Eckhart steeds weer benadrukt, verreikende consequenties voor het morele handelen. Het vindt het doel in zichzelf, als de mens van de goddelijke doelloosheid zijn innerlijke houding maakt. Eckharts ethiek is geen ethiek van gedrag, maar van instelling (Dietmar Mieth). De maatstaf voor ethisch handelen is instelling en inzicht, niet een bepaald uiterlijk voorschrift of het inschatten van gevolgen. Dit inzicht is specifiek toegesneden op iedere concrete situatie en derhalve niet in algemene regels te vangen.
In de neoplatoonse interpretatie van de theologie van Meester Eckhart wordt de eenheid van grond van de ziel voltrokken in het arm van geest, en daarin heilig, zijn. Maar het gaat niet louter om het teniet gaan van de wereldse verschijnselen, maar vooral om het daaropvolgende, – als het eigenlijke wonder –, weer inschakelen van wereldse structuren en verschijnselen in het zijn. Het is daarin, in de meest ware zin des woords, het vanuit de oorsprong “baren” van wereldse structuren.
In de ethiek van Eckhart spelen naastenliefde en rechtvaardigheid een grote rol: naastenliefde is de verandering van belanghebbend naar belangeloos leven, als rechtstreeks gevolg van berusting. De grondslag van naastenliefde is rechtvaardigheid. Hieronder verstaat Eckhart niet rechtvaardigheid jegens de ander, maar de verandering van de houding van eigenwilligheid naar de houding van ontvangen: iemand is rechtvaardig als hij alle dingen gelijkmoedig ontvangt, die in alles wat hem overkomt berustend de wil van God aanvaardt. De mens is alleen in staat tot rechtvaardig handelen, als hij met God een van zin is en zich innerlijk de goddelijke gerechtigheid eigen heeft gemaakt. Rechtvaardigheid ligt in de rechtvaardigheid zelf. Deze eenheid is het patroon van het univoque denken van Eckhart.

## Receptiegeschiedenis

### Late Middeleeuwen en vroege nieuwe tijd
Op 15 april 1329 beval Paus Johannes XXII, de Keulse aartsbisschop Hendrik II van Virneburg, de bul In agro dominico uit te brengen in zijn aartsdiocees. Dat omvatte behalve Keulen ook de bisdommen Luik, Utrecht, Münster en Minden, dat wil zeggen het hele Nederduits-Nederlandse gebied. De bul veroordeelt passages uit een reeks Latijnse geschriften van Eckhart en uit een aantal van zijn preken en verbiedt deze werken niet alleen, maar ook de verspreiding van de veroordeelde opvattingen. Daaruit blijkt dat het om zijn hele leer ging. Het resultaat van het optreden – van het eerste en enige inquisitieproces tegen een vooraanstaand theoloog en ordelid in de Middeleeuwen – was dat het grote beroering wekte. Ondanks het verwijt van ketterij worden de Duitse werken verder in omloop gebracht in het Duitse en Nederlandse taalgebied en een deel van de Latijnse geschriften in de volkstaal vertaald, maar dan in de regel zonder de naam van de schrijver te vermelden of ze toe te schrijven aan een andere auteur.
Nog tijdens het proces wordt de leer van Eckhart verdedigd door een van zijn leerlingen, Hendrik Seuse, in het Boekje de Waarheid, waarvoor hij in 1330 disciplinair gestraft wordt. In de 14e eeuw wordt Eckhart – meestal zonder bronvermelding – geciteerd door Johannes Tauler, Jordanus van Quedlinburg, Marquard van Lindau en anderen, en verder valt zijn invloed aan te wijzen in talrijke anonieme overgeleverde geschriften.
Naast de ontvangst in de kringen van de geleerden, leeft de nalatenschap van Eckhart ook voort bij het volk. Een grote hoeveelheid van vertellingen en anekdoten uit zijn leven verspreidt zich onder het lekenpubliek ( “Eckhartlegenden”). Voor zijn bewonderaars wordt hij een “wijze meester,” een toonbeeld van een geestelijke leraar en lichtend voorbeeld. Zijn optreden wordt beschreven en verheerlijkt op de manier van heiligenlegenden.
Enerzijds heeft het verwijt van ketterij een afschrikkende invloed, anderzijds draagt het conflict van Eckhart met de kerkelijke hiërarchie ertoe bij, dat de kritisch ten opzichte van de kerk staande lekenkringen uit de late middeleeuwen zich op hem beroepen. Het streven van die rebelse stroming wordt in het huidige onderzoek samengevat onder het begrip “anti-hiërarchische tendensen.” Vanuit dit perspectief komt Eckhart tevoorschijn als een vriend en beschermer van het eenvoudige volk, de theologisch onontwikkelde leken, die zich verzetten tegen de bevoogding door de theologen en de geestelijkheid haar rijkdom en verwereldlijking verwijten. Het belangrijkste en omvangrijkste geschrift uit dit milieu is de Middelnederlandse dialoog Meester Eckhart en de Leek, die waarschijnlijk in 1340/41 geschreven is in het benedictinessenklooster Rijnsburg in Zuid-Holland. In een fictief tweegesprek antwoordt Eckhart op de vragen van een leek, die het recht opeist om aan de theologische discussie deel te nemen en de kettervervolgingen door de Inquisitie fel hekelt. De leek speelt de vroomheid van de leken uit tegen het superioriteitsgevoel van de clerus en is het daarin met Eckhart eens.
Heel anders valt het oordeel over Eckhart uit van de 14e-eeuwse pausvijandige, wegens ketterij in de strijd om het armoede-ideaal geëxcommuniceerde franciscanen. Michael van Cesena en Willem van Ockham beschouwen Eckhart niet als gelijkgezinde in de strijd tegen de curie, maar als een verspreider van een afschuwelijke ketterij. Ze klagen erover dat zijn leer talrijke aanhangers heeft gevonden. Ockham verwijt paus Johannes XXII. zelfs dat hij Eckharts dwaalleer bevorderd heeft.
In de Nederlanden ontstaat in de 14e eeuw, in de kringen van de devotiebewegingen felle weerstand tegen de daar populaire leer van Eckhart. Jan van Ruusbroec valt hem, maar zonder zijn naam te noemen, aan als “valse profeet”. Rond 1355/58 polemiseert Jan van Heelu in meerdere Vlaamse traktaten tegen de “duivelse mens” Eckhart. Geert Groote, de inspirator van de Moderne Devotie, ontzegt iedereen die de veroordeelde opvattingen van Eckhart aanhangt of desbetreffende geschriften bezit, de toegang tot zijn congregatie.
In de 15e eeuw toont Nicolaas van Cusa grote belangstelling en waardering voor Eckhart en laat een omvangrijke kopie maken van vrijwel zijn hele Latijnse werk. Nicolaas schrijft dat men in Eckharts geschriften “veel scherpzinnigs en nuttigs” aantreft, maar dat dergelijke kennis alleen toegankelijk is voor schrandere lezers (intelligentes); voor eenvoudige zielen is deze leer onbegrijpelijk en daarom moet men die voor het volk (vulgus) niet toegankelijk maken. Nicolaas polemiseert daarbij tegen zijn tegenstander Johannes Wenck, een theologieprofessor uit Heidelberg, die hem verweten had dat hij dicht bij Eckhart stond.
Ook ordekronikeurs ontdekken Eckhart weer. De legenden en zijn preken worden in dominicanernonnenkloosters gekopieerd en dienen bij tijd en wijle als tafelliteratuur. Vier preken van Eckhart (de prekencyclus Von der ewigen Geburt, de preken 101–104), destijds abusievelijk toegeschreven aan Johannes Tauler, worden in 1498 en 1508 in de eerste twee, in Leipzig en Augsburg uitgegeven, uitgaven van Tauler opgenomen. In 1521 en 1522 (in herdruk) verschijnen 60 preken (waarvan er tot nu toe 49 in de Deutsche Werke bezorgd zijn) in de Bazelse uitgave van Tauler door Adam Petris, met in het opschrift bij het tweede deel (Folgen hernach etlich gar subtil vnd trefflich kostlich predigen .. Namlich vnd in sonders meister Eckarts) een algemene opdracht aan Eckhart. Als volgende uitgaven van Tauler verschijnen onder andere in 1543 de Keulse Taulereditie in de bewerking van Petrus Canisius en de Latijnse vertaling ervan in 1548 door Laurentius Surius, waarin in totaal 23 stukken van Eckhart staan. De uitgave van Surius wordt vervolgens de basis voor een aantal vertalingen: in 1551 (Portugees), 1553 (Frans), 1557 (Nederlands), 1590 (Italiaans) en tot slot in 1613 (Engels), die in de daaropvolgende eeuwen meerdere herdrukken beleven.
De uit 1508 stammende uitgave van Tauler is bestudeerd door Maarten Luther (zijn eigen exemplaar met kanttekeningen is bewaard gebleven), die van 1521/22 heeft hij zeer waarschijnlijk gelezen. Er bestaat echter geen enkel aanknopingspunt voor, dat Luther of zijn omgeving aandacht heeft geschonken aan Eckhart. Pas tegen het einde van de 17e eeuw begint de acceptatie van Eckhart door het protestantisme, waardoor hij een voorloper van de Reformatie wordt.
De schrijver en dichter van geestelijke liederen Daniel Sudermann († 1631) zoekt onder andere in Keulen naar handschriften die teksten van Tauler of Eckhart bevatten. De Duitse arts en mystiek dichter Angelus Silesius (1624-1677) noemt Eckhart expliciet als inspiratiebron; zijn Cherubinischer Wandersmann is ook duidelijk door deze denker beïnvloed. In de 17e eeuw verzamelen ordeschrijvers biografische aantekeningen.

### Recente tijd
In de 19e eeuw wordt Meester Eckhart opnieuw ontdekt door Franz von Baader en in 1856 algemeen bekend door de Middelhoogduitse tekstuitgave van Franz Pfeiffer, waaraan veel romantische en idealistische speculatie wordt opgehangen. De dominicanerpater Heinrich Denifle ontdekt tot dan toe onbekend Latijns werk van Eckhart, dat hij in 1886 gedeeltelijk publiceert. Grote ophef baart zijn felle kritiek op het eerdere onderzoek en op Eckhart zelf, die hij als een “onduidelijke denker” betitelt; hij verwijt hem “ziekelijk denken” en is van mening dat Eckhart terecht als een ketter veroordeeld is.
De 20e eeuw begint met eerste vertalingen van Gustav Landauer en Hermann Büttner. Büttners vertaling maakt Eckhart populair en tot 1959 verschijnen er steeds nieuwe drukken van. Germanisten, zoals Max Pahncke (1905) en Adolf Spamer houden zich intensief met hem bezig. Er worden nog meer preken ontdekt en de echtheid van de preken en traktaten van de tekstuitgave van Pfeiffer wordt in twijfel getrokken. In 1925 publiceert Ernst Diedericht een vertaling van de “Reden der Unterscheidung” (Erfurter Reden). In 1927 verschijnt Meester Eckharts Rechtvaardigingsgeschrift (..) verzorgd door Otto Karrer en Herma Piesch. Ook de bellettrie richt zich op Eckhart. In 1925 krijgt Paul Gurk voor zijn roman Meister Eckehart de romanprijs van de stad Keulen. In 1927 publiceert Hans Much nog een roman over Eckhart, Meister Ekkehart. Ein Roman der deutschen Seele. In 1931 wijdt Ludwig Fahrenkrog het zesde deel van een Wereldbeschouwingcyclus aan hem, met de titel, Richter Irrwahn.
In de winter van 1932/33 komen er twee projecten tot stand, waarbij het eerste leidt tot een voorpublicatie van het gehele ongepubliceerde Latijnse materiaal, terwijl het andere een grote definitieve standaardeditie op het oog heeft van de gezamenlijke Duitse en Latijnse werken. De eerste editie komt tot stand onder verantwoordelijkheid van Raymond Klibansky, die in Duitsland nog twee afleveringen kan publiceren, voordat hij naar Engeland emigreert. De concurrerende Eckhart-editie wordt najaar 1934 in het leven geroepen door de Deutschen Forschungsgemeinschaft. Josef Quint wordt de uitgever van de Duitse editie, Josef Koch geeft leiding aan de Latijnse.
Door het nationaalsocialisme werd Eckhart ingelijfd als vertegenwoordiger van een specifiek Germaanse wereldbeschouwing. Dorothea Fabeck schrijft bijvoorbeeld in een 1938 verschenen roman: “….zo hebben te allen tijde juist vechters en strijders deze onderwerping van de eigen wil aan Gods wil het duidelijkst begrepen….Er mag maar één wil gelden, die van de veldheer die naar de overwinning leidt….Op die manier hebben de dappere en strijdlustige mensen Eckharts preek opgevat.” Zij beroept zich daarbij onder andere op Alfred Rosenberg, die sinds 1930 herhaaldelijk in zijn publicaties dweept met de “raszuivere en edele mens” van Eckhart en in hem de “schepper van een nieuwe, volkse religie” ziet, waarin “de noordse ziel” “tot bewustzijn van zichzelf” komt.
De uitgever van de op dat moment enige editie kon tot het einde van de oorlog slechts drie uitgaven van de Duitse en tien van de Latijnse publiceren. Inmiddels is het aantal Duitse uitgaven tot 59 en de Latijnse tot 55 opgelopen, waarmee de laatste editie in wezen afgesloten is.

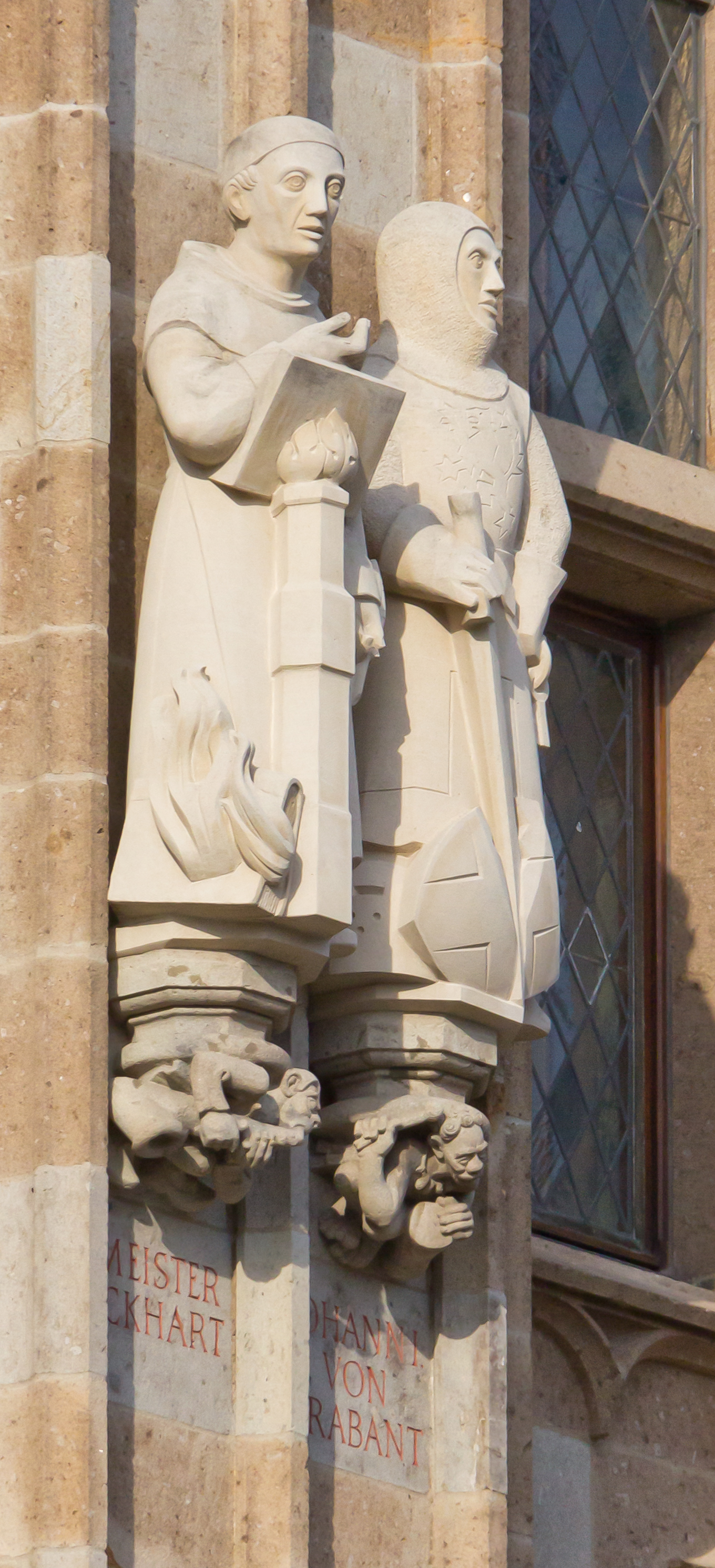

In de tweede helft van de 20e eeuw stijgt het aantal publicaties over Meester Eckhart sterk, waarbij al lang niet meer germanistieke en filologische bijdragen domineren. Hij wordt onderwerp van onder andere psychologisch (C. G. Jung), theologisch (Martin Buber) en filosofisch (Ernst Bloch, Erich Fromm) onderzoek, en daarnaast van de dialoog tussen Oost en West (Dürckheim, Suzuki). Uit de marxistische interpretatie (Hermann Ley onder andere) valt op te maken dat Eckhart gezien kan worden als “de belangrijkste vertegenwoordiger van de antifeodale en oppositionele mystiek”. Het meeste recente onderzoek bestudeert het werk van Eckhart meer in zijn historische context. Daarbij wordt onder andere gediscussieerd over de controverse, in hoeverre en volgens welke criteria Eckhart als mysticus beschouwd moet worden. Door de filosofiehistorici Kurt Flasch en Burkhard Mojsisch ( van de “Bochumer School”) wordt dat fel bestreden. De discussie duurt nog steeds voort. Er zijn verschillende bemiddelingsmodellen voorgesteld, waarbij de naam “mysticus” telkens alleen in de zin van een bepaalde opvatting van dit begrip aanvaard wordt. Werner Beierwaltes spreekt bijvoorbeeld over “filosofische mystiek”.

## Trivia
- De Duitse leraar en auteur op het gebied van spiritualiteit Eckhart Tolle (1948) heeft zich naar Meester Eckhart genoemd.

## Uitgaven en vertalingen

### Kritisch verzameld werk
- Meister Eckhart: Die deutschen und lateinischen Werke, uitg. in opdracht van de Deutschen Forschungsgemeinschaft, Kohlhammer, Stuttgart 1958 ev.
  - Die deutschen Werke [Middelhoogduitse tekst, met een hertaling naar het hedendaagse Duits]
    - Deel 1: Predigten, uitg. Josef Quint, 1958 (Herdruk 1986). ISBN 3-17-061210-7 [Preken 1–24]
    - Deel 2: Predigten, uitg. Josef Quint, 1971 (Herdruk 1988). ISBN 3-17-071183-0 [Preken 25–59]
    - Deel 3: Predigten, uitg. Josef Quint, 1976. ISBN 3-17-002740-9 [Preken 60–86]
    - Deel 4/1: Predigten, uitg. Georg Steer, 2003. ISBN 3-17-007593-4 [Preken 87–105]
    - Deel 4/2: Predigten, uitg. Georg Steer, 2003 ev. (tot nu toe verschenen: 1.–2. aflevering, 2003) [Preken 106 ev.]
    - Deel 5: Meister Eckharts Traktate, uitg. Josef Quint, 1963, herdruk 1987. ISBN 3-17-071075-3

  - Die lateinischen Werke [Latijnse tekst met Duitse vertaling]
    - Deel 1, belangrijkste deel 1: Magistri Echardi prologi, expositio libri Genesis, liber parabolarum Genesis, uitg. Konrad Weiß, 1964, herdruk 1988. ISBN 3-17-071082-6
    - Deel 1, belangrijkste deel 2: Magistri Echardi prologi in opus tripartitum et expositio libri Genesis et libri Exodi secundum recensionem Cod. Oxoniensis Bodleiani Laud misc. 222 (L). Liber parabolarum Genesis, editio altera, uitg. Loris Sturlese, 1987 e.v. [tot nu toe verschenen: aflevering 1–4]
    - Deel 2: Magistri Echardi expositio libri Exodi, sermones et lectiones super Ecclesiastici cap. 24, expositio libri Sapientiae, expositio Cantici Canticorum cap. 1,6, uitg. Heribert Fischer e. a., 1992. ISBN 3-17-001084-0
    - Deel 3: Magistri Echardi expositio sancti evangelii secundum Iohannem, uitg. Karl Christ e. a., 1994. ISBN 3-17-001085-9
    - Deel 4: Magistri Echardi sermones, uitg. Ernst Benz e. a., 1956, herdruk 1987. ISBN 3-17-061207-7
    - Deel 5: Magistri Echardi opera Parisiensia. Tractatus super oratione dominica. Responsio ad articulos sibi impositos de scriptis et dictis suis. Acta Echardiana, uitg. Bernhard Geyer, Loris Sturlese e. a., 2006. ISBN 978-3-17-001086-4
    - deel 6: Indices [Registerdeel, nog niet verschenen]

### Gedeeltelijke uitgaven en vertalingen
- Meister Eckhart: Werke, 2 delen, uitg. Niklaus Largier, Deutscher Klassiker Verlag, Frankfurt a. M. 1993 [Latijnse werken met Middelhoogduitse preken, met vertaling in hedendaags Duits, met commentaar.]
- Meister Eckeharts Traktat “Von Abegescheidenheit.” Untersuchung und Textneuausgabe, uitg. Eduard Schaefer, Röhrscheid, Bonn 1956 [kritische uitgave van de Middelhoogduitse tekst met commentaar en hertaling naar hedendaags Duits]
- Lectura Eckhardi. Predigten Meister Eckharts von Fachgelehrten gelesen und gedeutet, uitg. Georg Steer en Loris Sturlese, 3 delen, Kohlhammer, Stuttgart 1998–2008 [Latijnse werken met Middelhoogduitse preken, met vertaling in hedendaags Duits, met commentaar.]

### Vertalingen zonder oorspronkelijke tekst
- Meister Eckehart: Deutsche Predigten und Traktate, vert. door Josef Quint, 7e druk, Nikol, Hamburg 2007. ISBN 978-3-937872-76-6
- Meister Eckhart, vert. door Dietmar Mieth, 2e druk, Walter, Olten 1984. ISBN 3-530-56370-6 [Selectie: Uit de Duitse traktaten; Uit de Duitse preken; Latijnse schriftuitlegging, voordracht en preek; Uit de Latijnse preekschetsen]
- Meister Eckhart: Kommentar zum Buch der Weisheit, vert. door Karl Albert, Academia Richarz, Sankt Augustin 1988. ISBN 3-88345-431-1
- Meister Eckhart: Gottesgeburt. Mystische Predigten, vert. door Günter Stachel, Kösel, München 1999. ISBN 3-466-20446-1 [bevat de preken 6, 12, 17, 30, 56, 83]

### Nederlandse vertalingen
- W.G. Reddingius, Meester Eckehart; Een keur uit zijn werken uit het Middelhoogduits vertaald en toegelicht. 1951, De Arbeiderspers
- Jacques Benoit: Meester Eckehart; Inleiding en bloemlezing. 1975, Ankh Hermes
- Frans Maas: Van God houden als van niemand: preken. 1975, Gottmer Uitgevers Groep
- Eckhart: Stilte. Selectie uit zijn werk. 1992, Gottmer Uitgevers Groep
- Eckhart: Het boek van de goddelijke troost. Diverse vertalers. 1996, Kok Agora/Pelckmans
- C.O. Jellema: Meister Eckhart, De Traktaten. 1999, Historische Uitgeverij
- C.O. Jellema: Meister Eckhart, preken, Over God wil ik zwijgen. 2001, Historische Uitgeverij

### Over Meester Eckhart, Nederlands
- W.J. Aalders: Groote mystieken: Eckehart. 1913
- Dr. Raimond van Marle: De mystieke leer van Meister Eckehart. 1916
- Jeanne Ancelet-Hustache: Eckhart en de mystiek van zijn tijd. 1961, Het Spectrum
- Marcel Braekers: Meister Eckhart, mysticus van het niet-wetende weten. 2008, Averbode B.V.
- G. Visser: Gelatenheid: gemoed en hart bij Meister Eckhart, beschouwd in het licht van Aristoteles’ leer van het affectieve. 2008, SUN
- Jaap Goedegebuure, Oek de Jong: Eckhart nu. Tien schrijvers over Eckhart. 2010, verschenen ter gelegenheid van Eckharts 750e geboortedag.
- Simon Vestdijk: Het proces van meester Eckhart, 1969, een historische roman.

### Inleidingen
- Kurt Ruh: Meister Eckhart. Theologe, Prediger, Mystiker, 2e druk, Beck, München 1989. ISBN 3-406-33885-2
- Gerhard Wehr: Meister Eckhart, 6e druk, Rowohlt, Reinbek 2004. ISBN 3-499-50376-X.
- Norbert Winkler: Meister Eckhart zur Einführung. Junius, Hamburg 1997. ISBN 3-88506-944-X.

### Leven
- Josef Koch: Kritische Studien zum Leben Meister Eckharts, in: Josef Koch: Kleine Schriften, deel 1, Rome 1973, pag. 247–347
- Winfried Trusen: Der Prozeß gegen Meister Eckhart. Vorgeschichte, Verlauf und Folgen, Schöningh, Paderborn 1988. ISBN 3-506-73354-0
- Heinrich Stirnimann (Hrsg): Eckardus Theutonicus, homo doctus et sanctus. Nachweise und Berichte zum Prozeß gegen Meister Eckhart, Universitätsverlag, Freiburg /Schweiz 1992. ISBN 3-7278-0773-3

### Onderzoek naar de leer
- Karl Albert: Meister Eckhart und die Philosophie des Mittelalters, Röll, Dettelbach 1999. ISBN 3-89754-145-9
- Kurt Flasch: Meister Eckhart. Die Geburt der „Deutschen Mystik“ aus dem Geist der arabischen Philosophie, Beck, München 2006. ISBN 3-406-54182-8
- Rodrigo Guerizoli: Die Verinnerlichung des Göttlichen. Eine Studie über den Gottesgeburtszyklus und die Armutspredigt Meister Eckharts, Brill, Leiden 2006. ISBN 978-90-04-15000-3
- Udo Kern:  “Gottes Sein ist mein Leben.” Philosophische Brocken bei Meister Eckhart, de Gruyter, Berlijn 2003. ISBN 3-11-017741-2
- Otto Langer: Mystische Erfahrung und spirituelle Theologie. Zu Meister Eckharts Auseinandersetzung mit der Frauenfrömmigkeit seiner Zeit, Artemis, München 1987. ISBN 3-7608-3391-8
- Burkhard Mojsisch: Meister Eckhart. Analogie, Univozität und Einheit, Meiner, Hamburg 1983. ISBN 3-7873-0595-5
- Loris Sturlese: Homo divinus. Philosophische Projekte in Deutschland zwischen Meister Eckhart und Heinrich Seuse, Kohlhammer, Stuttgart 2007. ISBN 978-3-17-019790-9 (Inhaltsverzeichnis)
- Erwin Waldschütz: Denken und Erfahren des Grundes. Zur philosophischen Deutung Meister Eckharts, Herder, Wenen 1989. ISBN 3-210-24927-X

### Spirituele oefeningen
- Bernard McGinn: Die Mystik im Abendland, Bd. 4: Fülle. Die Mystik im Mittelalterlichen Deutschland. Herder Verlag, Freiburg, Basel, Wenen z.j. [2008], 283–290
- Freimut Löser: Oratio est cum deo confabulatio. Meister Eckharts Auffassung vom Beten und seine Gebetspraxis. In: Walter Haug/Wolfram Schneider-Lastin (Herdruk.): Deutsche Mystik im abendländischen Zusammenhang. Niemeyer, Tübingen 1999, 283–316

### Receptie
- Ingeborg Degenhardt: Studien zum Wandel des Eckhartbildes, Brill, Leiden 1967

### Teksten
- Wikiquote: Eckhart von Hochheim – Citaten (Duits)
- Wikisource: Eckhart von Hochheim – Bronnen en volledige teksten (Duits)
- Wikisource: Preken van Meester Eckhart Engelse vertaling door Claud Field – Bronnen en teksten
- Gustav Landauer (uitg.): Texte in neuhochdeutscher Übertragung, 1903, Pdf-file bij de Christian Classics Ethereal Library en bij zeno.org.
- Franz Pfeiffer (Hrsg.): Deutsche Mystiker des vierzehnten Jahrhunderts, deel. 2, 1857. Facsimilen
- Josef Quint (uitg.): Traktaten (Middelhoogduits)

### Informatie en literatuur
- Joseph Bach: Meister Eckhart der Vater der Deutschen speculation, W. Braumüller 1864, Facsimile
- Friedrich Wilhelm Bautz: Meister Eckhart. In: Biographisch-Bibliographisches Kirchenlexikon (BBKL).
- Nikolaus Largier: Meister-Eckhart-Bibliographie (1800–1997)
- Burkhard Mojsisch, Orrin F. Summerell: lemma in de Stanford Encyclopedia of Philosophy (Engels, inclusief literatuurverwijzingen)
- Wilhelm Preger: Eckhart. In: Allgemeine Deutsche Biographie (ADB). Deel 5, Duncker & Humblot, Leipzig 1877, pag. 618–626.
- Rolf Schönberger onder andere (Herdruk.): Daten zu Leben, Werk und Bibliographie door Alcuin, Regensburger Infothek der Scholastik
- A. Schönfeld SJ: Bibliografie en hulpmiddelen
- Eckhart Triebel: Meister Eckhart und seine Zeit – Leben und Werk, Predigten und Traktate, Processus (Bulle, Votum o. a. Duits / Latijn), Wirkungsgeschichte, Chronologie; Begriffe und Personen seiner Zeit.
- Eckhart Triebel: Meister Eckhart Bibliographie seit 1995 (Meester Eckhart bibliografie sinds 1995)
- Reader met diverse encyclopedieartikelen en materiaal over Eckhart (Pdf-file; 283 kB)
- Meister-Eckhart-Gesellschaft – Bibliografie (sinds 1997), lijst met activiteiten en artikelen in PDF-formaat
- The Eckhart Society

Zie ook: Oosterse filosofie · Antieke filosofie · Moderne filosofie · Postmoderne filosofie · Portaal filosofie